# 戊酸雌二醇
戊酸雌二醇（英語：Estradiol valerate，缩写EV）是一種人工合成的經化學修飾的雌激素，由雌二醇經戊酸酯化而成。

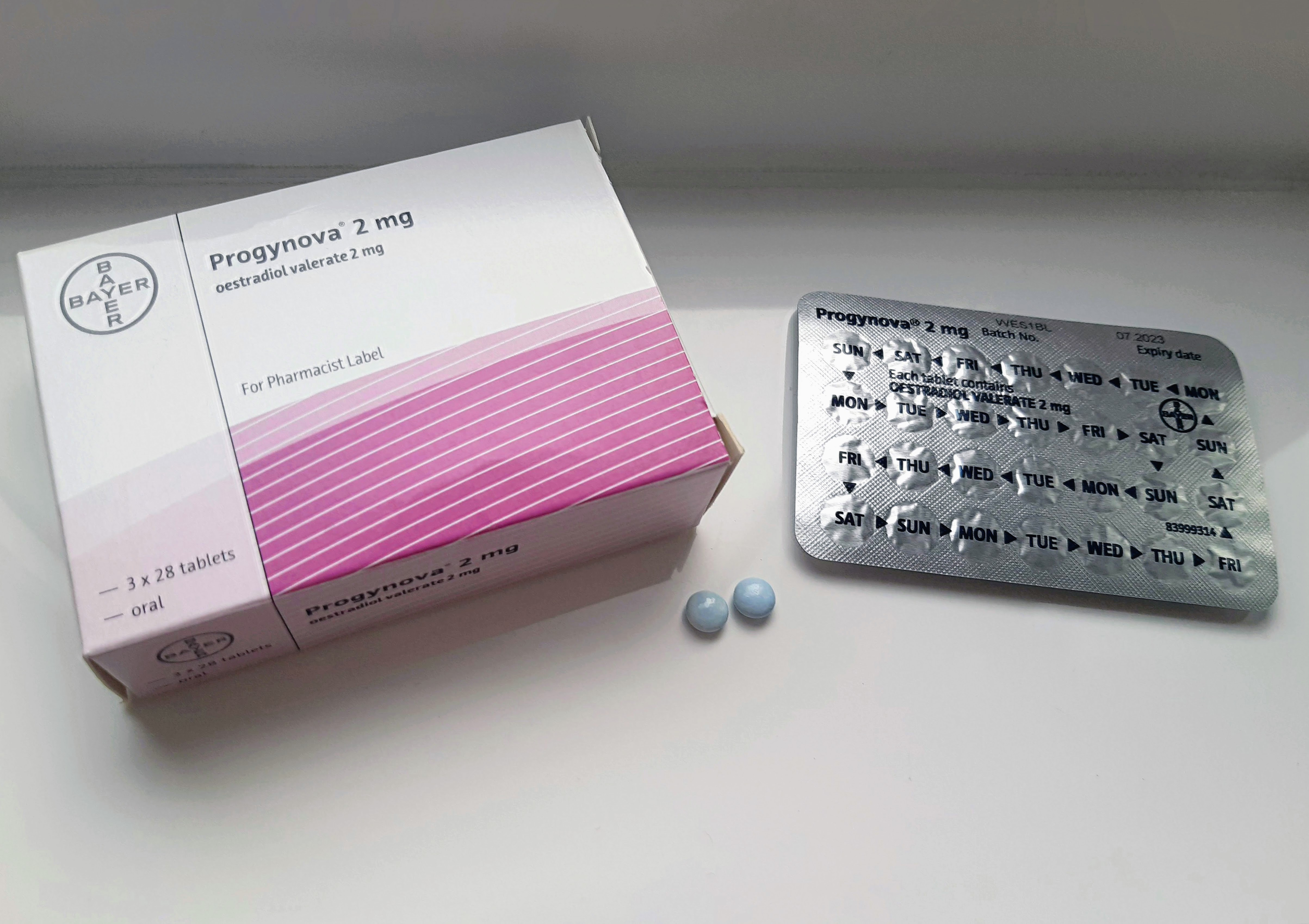
英国版拜耳补佳乐包装

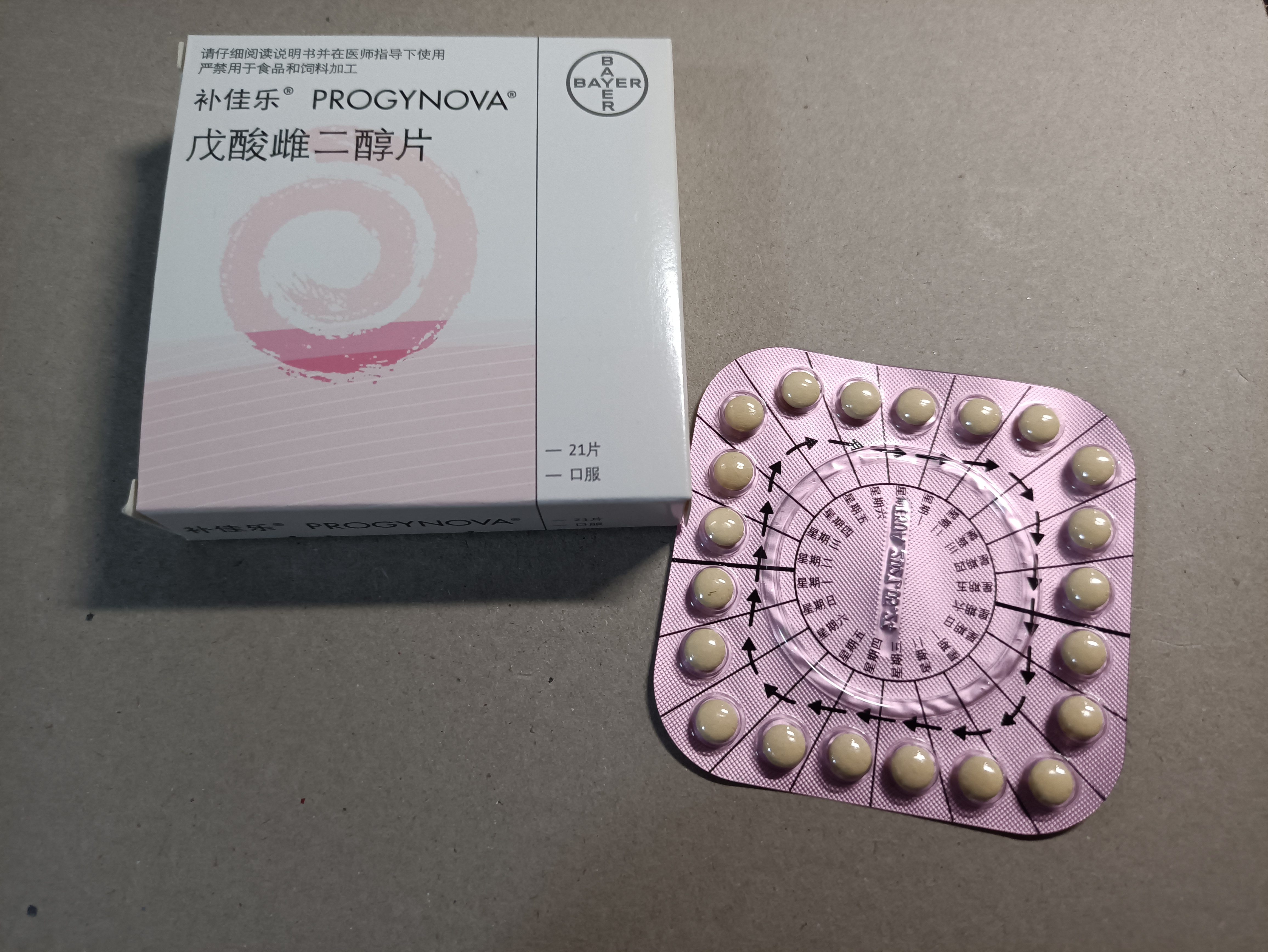
中國大陸版拜耳补佳乐包装

其用于治疗更年期症状、低雌激素濃度的荷尔蒙疗法、跨性别者的荷尔蒙疗法以及荷尔蒙节育。此外还用于治疗前列腺癌。该药物通过口服或注射到肌肉或脂肪中，頻率為1到4周一次。
其常见的口服药商品名為补佳乐（英語：Progynova）和Primiwal E4，注射用药的商品名有Delestrogen和Progynon Depot。

## 副作用
- 靜脈血栓栓塞[13][14]
- 惡心、腹痛、腹脹等胃腸道不適
- 乳房觸痛
- 體重變化
- 性功能減退、不育
- 乳腺癌風險增加
- 建議更年期後（50 歲以上）用藥者進行乳腺癌檢查[15][16]。

## 外部連結
- 爱斯妥（雌二醇凝胶）说明书 （页面存档备份，存于） （简体中文）
- 健民（雌二醇凝胶）说明书 （页面存档备份，存于） （简体中文）
- 雌二醇片（诺坤复）说明书 （页面存档备份，存于） （简体中文）
- 雌二醇外用贴片（Estraderm）说明书 （页面存档备份，存于） （简体中文）
- 戊酸雌二醇片（补佳乐）说明书 （页面存档备份，存于） （简体中文）
- 戊酸雌二醇注射剂（Estraproval Depot）说明书 （页面存档备份，存于） （简体中文）
- 戊酸雌二醇注射剂（Progynon Depot/富士日雌）说明书 （页面存档备份，存于）
- 戊酸雌二醇錠-MtF.wiki （页面存档备份，存于）（繁體中文）
- 戊酸雌二醇片（补佳乐/克龄蒙）-MtF.wiki （页面存档备份，存于）（简体中文）
- 愛仕達錠２公絲（氫偶素）可能會有的適應症，以及相關成分 （页面存档备份，存于）